# Mdjoyézi
Mdjoyézi är en ort i Komorerna.   Den ligger i distriktet Grande Comore, i den västra delen av landet, 16 km söder om huvudstaden Moroni. Mdjoyézi ligger 218 meter över havet och antalet invånare är 957. Den ligger på ön Grande Comore.
Terrängen runt Mdjoyézi är varierad. Havet är nära Mdjoyézi åt sydväst. Runt Mdjoyézi är det tätbefolkat, med 411 invånare per kvadratkilometer. Närmaste större samhälle är Moroni, 15,6 km norr om Mdjoyézi. I omgivningarna runt Mdjoyézi växer i huvudsak städsegrön lövskog.